# تابش زمینه
تابش زمینه یا تابش نهانی یا پرتوزایی زمینه یک تابش یونیزاسیون است که در محیط پخش می‌شود و می‌تواند منبعی طبیعی یا مصنوعی داشته باشد. منابع طبیعی آن شامل پرتوهای کیهانی و تابش طبیعی از موادی مانند رادون است. منابع مصنوعی نیز شامل باران رادیواکتیو در نتیجه آزمایش جنگ‌افزارهای هسته‌ای و حادثه هسته‌ای (رویدادی در مکان‌هایی مانند نیروگاه‌های هسته‌ای که پی آمدهای مهمی برای مردم و محیط و دستگاه‌ها به دنبال دارد) می‌باشد.

## تعریف
واژه تابش زمینه یا تابش نهانی، معانی مختلفی دارد بر حسب اینکه آیا دوز تابش محیط در نظر گرفته شده، یا تفاوت بین حادثه هسته‌ای زمینه و منبع خاصی از تابش.
برای مثال، در مفهوم ایمنی تابش، آژانس بین‌المللی انرژی اتمی، تابش نهانی را اینطور تعریف می‌کند: تابش نهانی مقداری است قابل اختصاص به همه منابع غیر از آن منبع یا منابعی که مشخص شده‌اند. پس تفاوتی است بین مقدار کل منابعی که عارضه هسته‌ای در یک مکان هستند که به عنوان تابش نهانی تعریف می‌شوند و مقدار یک منبع خاص.
اهمیت این‌جایی است که اندازه‌گیری تابش باید از یک منبع خاص تابش صورت پذیرد و عارضه نهانی بر اندازه‌گیری آن تأثیر می‌گذارد. مثال آن تشخیص آلودگی رادیواکتیو در اشعه گامای نهانی است، که سبب افزایش جمع مقدار خوانده شده بالاتر از مقدار مورد انتظار در آلودگیِ تنها می‌شود.
به هر روی، اگر منبع تابش خاصی در نظر گرفته نشده باشد، آنگاه جمع مقدار اندازه‌گیری شده در یک مکان، به‌طور کلی تابش نهانی یا تابش زمینه گفته می‌شود. این مورد معمولاً در جایی استفاده می‌شود که مقدار محیطی در مبحث محیط زیست اندازه‌گیری می‌شود.

## منابع مصنوعی تابش

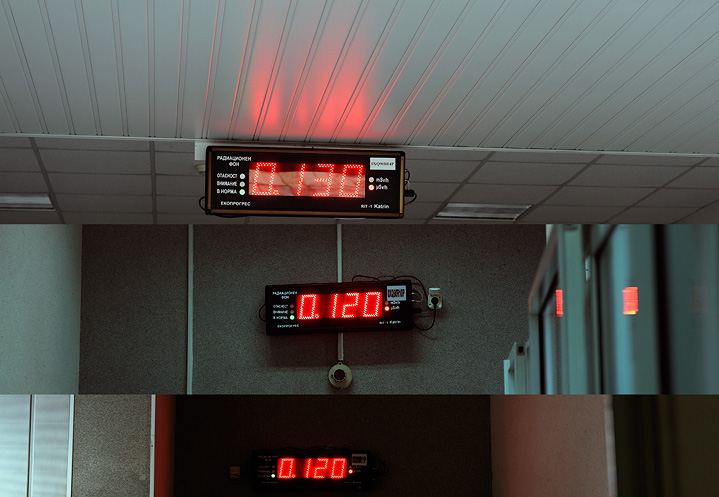
نمایشگرها میزان تابش محیطی را ۰٫۱۲۰ تا ۰٫۱۳۰ μSv در ساعت یا (1.05-1.14 mSv/a) در یک نیروگاه هسته‌ای نشان می‌دهند، که شامل تابش زمینه طبیعی از منابع کیهانی و زمینی می‌شود.

## نمونه‌هایی از مقدار تابش زمینه یا نهانی
تابش نهانی در زمان‌ها و مکان‌های مختلف، متفاوت است. در این جدول نمونه‌هایی آمده‌است:
| منبع تابش               | جهانی  | آمریکا | ژاپن  | ملاحظه |
| ----------------------- | ------ | ------ | ----- | --- |
| استنشاق از هوا          | 1.26   | 2.28   | 0.40  | به‌طور عمده از گاز رادون، depends on indoor accumulation                                                                       |
| بلعیدن از طریق غذا و آب | 0.29   | 0.28   | 0.40  | (K-40, C-14, etc.) |
| تابش زمینی از خاک       | 0.48   | 0.21   | 0.40  | وابسته به خاک و مصالح ساختمانی                                                                                                |
| تابش کیهانی از فضا      | 0.39   | 0.33   | 0.30  | وابسته به ارتفاع |
| جمع موارد طبیعی         | 2.40   | 3.10   | 1.50  | گروه‌های جمعیتی قابل ملاحظه‌ای ۱۰ تا 20 mSv دریافت می‌کنند                                                                       |
| پزشکی                   | 0.60   | 3.00   | 2.30  | worldwide figure excludes radiotherapy; US figure is mostly CT scans and nuclear medicine.                                    |
| موارد مصرفی             | -      | 0.13   |       | سیگار، سفر هوایی، مصالح ساختمانی و غیره                                                                                       |
| آزمابش هسته‌ای در اتمسفر | 0.005  | -      | 0.01  | peak of 0.11 mSv in 1963 and declining since; higher near sites                                                               |
| در ارتباط با شغل        | 0.005  | 0.005  | 0.01  | worldwide average to workers only is 0.7 mSv, mostly due to radon in mines; US is mostly due to medical and aviation workers. |
| حادثه چرنوبیل           | 0.002  | -      | 0.01  | peak of 0.04 mSv in 1986 and declining since; higher near site                                                                |
| چرخه سوخت هسته‌ای        | 0.0002 |        | 0.001 | up to 0.02 mSv near sites; excludes occupational exposure                                                                     |
| دیگر موارد              | -      | 0.003  |       | صنعتی، امنیتی، پزشکی، آموزشی و تحقیقاتی                                                                                       |
| جمع موارد مصنوعی        | ۰٫۶۱   | ۳٫۱۴   | ۲٫۳۳  | |
| جمع کل                  | ۳٫۰۱   | ۶٫۲۴   | ۳٫۸۳  | میلی سیورت (mSv) در سال |

## منابع طبیعی تابش

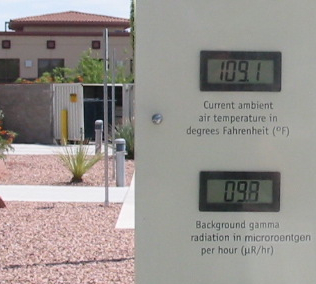
ایستگاه هواشناسی خارج از موزه آزمایش اتمی در یک روز داغ تابستانی. سطح تابش گاما را 9.8 μR/h یا (0.82 mSv/a) نشان می‌دهد. که بسیار نزدیک به مقدار میانگین جهانی تابش زمینه 0.87 mSv/a از منابع کیهانی و زمینی است.